# Throscinus aethiops
Throscinus aethiops is een keversoort uit de familie dwergpilkevers (Limnichidae). De wetenschappelijke naam van de soort werd in 1936 gepubliceerd door Darlington.